# تپه گوور کندی
تپه گوور کندی مربوط به سده‌های میانه و متاخر دوران‌های تاریخی پس از اسلام است و در شهرستان ماهنشان، بخش مرکزی، دهستان ماهنشان، ۲ کیلومتری جنوب روستای گندی واقع شده و این اثر در تاریخ ۲۶ اسفند ۱۳۸۷ با شمارهٔ ثبت ۲۵۹۴۳ به‌عنوان یکی از آثار ملی ایران به ثبت رسیده است.